# Norgesmesterskapet 1964
La Norgesmesterskapet 1964 di calcio fu la 59ª edizione del torneo. Terminò il 25 ottobre 1964, con la vittoria del Rosenborg sul Sarpsborg per 2-1. Fu il secondo titolo nella storia del club.

## Risultati

### Primo turno
| Squadra 1 | Risultato | Squadra 2 |
| --------- | --------- | --------- |
| Lyn Oslo  | 4 – 0     | Sørli     |

### Secondo turno
| Squadra 1 | Risultato | Squadra 2    |
| --------- | --------- | ------------ |
| Lyn Oslo  | 6 – 3     | Strømsgodset |

### Terzo turno
| Squadra 1        | Risultato      | Squadra 2         |
| ---------------- | -------------- | ----------------- |
| Larvik Turn      | 1 – 0          | Lyn Oslo          |
| Sarpsborg        | 2 – 1          | Eidsvold Turn     |
| Raufoss          | 3 – 1          | Greåker           |
| Drafn            | 8 – 4 (d.t.s.) | Nidelv            |
| Sandefjord BK    | 3 – 1          | Randaberg         |
| Ulf-Sandnes      | 0 – 2          | Odd               |
| Molde            | 3 – 2          | Fredrikstad       |
| Rosenborg        | 2 – 0          | Rollon            |
| Østsiden         | 0 – 3          | HamKam            |
| Bryne            | 1 – 3          | Årstad            |
| Borgen Sarpsborg | 0 – 3          | Skeid             |
| Vigør            | 2 – 1          | Ørn               |
| Kvik             | 0 – 3          | Gjøvik-Lyn        |
| Vålerengen       | 4 – 3          | Mandalskameratene |
| Djerv 1919       | 1 – 4          | Brann             |
| Steinkjer        | 5 – 2          | Bodø/Glimt        |

### Quarto turno
| Squadra 1  | Risultato      | Squadra 2     |
| ---------- | -------------- | ------------- |
| Årstad     | 3 – 2 (d.t.s.) | Raufoss       |
| Molde      | 0 – 2          | Vålerengen    |
| Odd        | 1 – 0          | Larvik Turn   |
| Vigør      | 1 – 2          | Sandefjord BK |
| Skeid      | 1 – 2          | Rosenborg     |
| HamKam     | 1 – 2          | Brann         |
| Gjøvik-Lyn | 0 – 2          | Steinkjer     |
| Drafn      | 2 – 5          | Sarpsborg     |

### Quarti di finale
| Squadra 1  | Risultato      | Squadra 2     |
| ---------- | -------------- | ------------- |
| Sarpsborg  | 1 – 0          | Steinkjer     |
| Vålerengen | 4 – 2 (d.t.s.) | Brann         |
| Årstad     | 1 – 3          | Odd           |
| Rosenborg  | 3 – 1 (d.t.s.) | Sandefjord BK |

### Semifinali
| Squadra 1 | Risultato | Squadra 2  |
| --------- | --------- | ---------- |
| Rosenborg | 3 – 1     | Vålerengen |
| Odd       | 1 – 1     | Sarpsborg  |

#### Ripetizione
| Squadra 1 | Risultato | Squadra 2 |
| --------- | --------- | --------- |
| Sarpsborg | 2 – 0     | Odd       |

### Finale
| Arbitro: | Riseth (Namsos) |

|                            |           |                      |
| Kleveland 32’ Pedersen 55’ | Marcatori | 85’ (rig.) Kjølholdt |

#### Formazioni
| Rosenborg (4-2-4) |  |                    |
|                   |  |                    |
|                   |  | Sverre Fornes      |
|                   |  | Knut Jenssen       |
|                   |  | Kjell Hvidsand     |
|                   |  | Kåre Rønnes        |
|                   |  | Harald Gulbrandsen |
|                   |  | Egil Nygaard       |
|                   |  | Tore Pedersen      |
|                   |  | Birger Tingstad    |
|                   |  | Tore Lindvåg       |
|                   |  | Eldar Hansen       |
|                   |  | Tor Kleveland      |
| Allenatore:       |  |                    |
| Knut Næss         |  |                    |

| Sarpsborg       |  |                  |
|                 |  |                  |
|                 |  | Kolbjørn Nilsen  |
|                 |  | Roger Nordahl    |
|                 |  | Jan Nilsen       |
|                 |  | Heine Magnussen  |
|                 |  | Rudolf Lunde     |
|                 |  | Terje Andresen   |
|                 |  | Kai Kjønigsen    |
|                 |  | Martin Kjølholdt |
|                 |  | Harald Eriksen   |
|                 |  | Leif Haugen      |
|                 |  | Harry Kure       |
| Allenatore:     |  |                  |
| Bjørn Spydevold |  |                  |